# Peugeot Typ 12
Der Peugeot Typ 12 ist ein frühes Automodell des französischen Automobilherstellers Peugeot, von dem 1895 im Werk Valentigney zwei Exemplare produziert wurden.
Die Fahrzeuge besaßen einen Zweizylinder-Viertaktmotor nach Lizenz Daimler, der im Heck angeordnet war und über Ketten die Hinterräder antrieb. Der Motor leistete aus 1645 cm³ Hubraum 3,75 PS.
Bei einem Radstand von 155 cm und einer Spurbreite von 120 cm vorne bzw. 132 cm hinten betrug die Fahrzeuglänge 275 cm, die Fahrzeugbreite 160 cm und die Fahrzeughöhe 215 cm. Die Karosserieform Omnibus bot Platz für sechs Personen.